# Tiro con l'arco ai Giochi della XXIII Olimpiade
Si sono svolti 2 eventi: le gare individuali maschili e femminili.

## Podi

### Uomini
| Evento                 | Oro          | Argento          | Bronzo           |
| Individuale (dettagli) | Darrell Pace | Richard McKinney | Hiroshi Yamamoto |

### Donne
| Evento                 | Oro            | Argento     | Bronzo     |
| Individuale (dettagli) | Seo Hyang-Soon | Li Lingiuan | Kim Jin-Ho |

## Medagliere
| Posizione | Paese         |   |   |   | Totale |
| --------- | ------------- | - | - | - | ------ |
| 1         | Stati Uniti   | 1 | 1 | 0 | 2      |
| 2         | Corea del Sud | 1 | 0 | 1 | 2      |
| 3         | Cina          | 0 | 1 | 0 | 1      |
| 4         | Giappone      | 0 | 0 | 1 | 1      |
| Totale    | Totale        | 2 | 2 | 2 | 6      |